# Dmitri Nikolajewitsch Sakunenko
Dmitri Nikolajewitsch Sakunenko (russisch Дмитрий Николаевич Сакуненко; * 7. Januar 1930 in Ust-Talmenka, Region Altai; † 13. September 2014) war ein sowjetischer Eisschnellläufer. Er war der erste Mann, der die 5000 m unter 8 Minuten lief, über acht Jahre lang Weltrekordhalter im Großen Mehrkampf, Olympiateilnehmer 1956 und EM-Dritter 1955.